# Pinguicula fiorii
Pinguicula fiorii är en tätörtsväxtart som beskrevs av F. Tammaro och L. Pace. Pinguicula fiorii ingår i släktet tätörter, och familjen tätörtsväxter. Inga underarter finns listade i Catalogue of Life.